# Escudo de armas de Ontario
El Escudo de armas de Ontario (conocido antiguamente como Las Armas de Su Majestad en Derecho de Ontario) comenzó cuando se concedió el escudo por Orden Real de la reina Victoria en 1868. El timbre y los tenantes se concedieron por Orden Real del rey Eduardo VII en 1909.

## Símbolos
El escudo —que aparece en la bandera de Ontario— consiste en tres hojas de arce doradas (representando a Canadá) sobre un fondo verde. En el jefe está la Cruz de San Jorge, que representa a Inglaterra.
Aparece timbrado con un oso negro, que se encuentra sobre una corona dorada y verde. El escudo está flanqueado por dos tenantes, un alce y un ciervo.
El lema es Ut incepit Fidelis sic permanet, expresión latina que significa Leal comenzó, así permanece. Hace referencia a los colonos leales a la Corona británica que, con el fin de la Revolución de las Trece Colonias, se establecieron en el sur de Ontario (que entonces formaba parte de Quebec, y para los cuales el área se separó para formar el Alto Canadá).